# Gvandra (Sujumi)
Gvandra (en georgiano: აძიგეჟი; en armenio: Գվանդրա; en abjasio: Гәандра) es una aldea que pertenece a la parcialmente reconocida República de Abjasia, parte del distrito de Sujumi, aunque de iure pertenece al municipio de Sojumi de la República Autónoma de Abjasia de Georgia.

## Geografía
Gvandra se encuentra en la orilla izquierda del río Dzita, a 16 km de Sujumi. La aldea se administra desde el pueblo de Eshera.

## Historia
Los armenios llegaron desde la región Ordu en 1884.

## Demografía
La evolución demográfica de Gvandra entre 1959 y 1989 fue la siguiente:
| 898                                                 | 1750 |
| (Fuente: Population of Abkhazia since Soviet times) |      |

Antes de la guerra de Abjasia, la mayoría de la población local eran armenios, con minorías de abjasios y georgianos.

## Infraestructura

### Educación
El pueblo tenía un club y una biblioteca.